# 23 août 2009
Le dimanche 23 août 2009 est le 235e jour de l'année 2009.

## Décès
- Anna-Maria Müller (née le 23 février 1949), lugeuse est-allemande
- Garbis Kortian (né le 15 février 1938), philosophe français
- Maurice Regamey (né le 7 janvier 1924), acteur et cinéaste
- Pierre Samuel (né le 12 septembre 1921), mathématicien français

## Événements
- Fin des championnats du monde d'athlétisme 2009 avec l'épreuve de Marathon femmes aux championnats du monde d'athlétisme 2009
- Début de Championnats du monde d'aviron 2009
- Création du jeu de rôle Eclipse Phase
- Grand Prix automobile d'Europe 2009
- Sortie de la chanson Holiday
- Création du langage Julia
- Miss Univers 2009
- Sortie du film Tengri, le bleu du ciel
- SummerSlam 2009